# Пилильщики настоящие (род)
Пилильщики настоящие, или тентредо, или пилильщики (лат. Tenthredo) — род перепончатокрылых из семейства настоящих пилильщиков.

## Описание
Длина тела от 8 до 16 мм. Глаза крупные. Лицо и наличник не разделены между собой хорошо выраженной бороздкой. Наличник шире, чем расстояние между глазами внизу. При виде сбоку лоб не выступает перед глазами. Нижний угол глаза приближается к наличнику. Верхняя губа без выемки. Верхние челюсти с 4-5 зубчиками. На висках и темени развит затылочный киль. Личинки фитофаги на травянистых и древесных растениях. Взрослых насекомых можно часто можно встретить на соцветиях зонтичных и листьях растений. Самки питаются пищей растительного и животного происхождения, поедают гусениц чешуекрылых.

## Кариотип
Кариотип известен у 75 видов рода. Число хромосом варьирует от 16 до 42, но у большинства видов в диплоидном наборе 20 хромосом. Чем больше число хромосом в наборе, тем больше число акроцентрических хромосом, что указывает на образование метацентрических хромосом путём слияния акроцентрических (робертсоновская транслокация).

## Палеонтология
Наиболее древние ископаемые представители (Tenthredo primordialis Piton 1940) найдены в отложениях палеоцена во Франции (58,7— 55,8 млн лет). Кроме того известны из эоцена в США (Колорадо), из олигоцена в Германии и миоцена в Китае (Шаньдун).

## Список видов рода
В состав рода входят следующие виды

| - Вид: Tenthredo abdominalis (Matsumura, 1912) - Вид: Tenthredo adusta Motschulsky, 1866 - Вид: Tenthredo albiventris (Mocsary, 1880) - Вид: Tenthredo alboannulata (Takeuchi, 1933) - Вид: Tenthredo algoviensis Enslin, 1912 - Вид: Tenthredo amoena Gravenhorst, 1807 - Вид: Tenthredo amurica Dalla Torre, 1894 - Вид: Tenthredo arctica (C. G. Thomson, 1870) - Вид: Tenthredo arcuata Foerster, 1771 - Вид: Tenthredo arida (Lacourt, 1995) - Вид: Tenthredo asperrima Lacourt, 1980 - Вид: Tenthredo babai Takeuchi, 1936 - Вид: Tenthredo basizonata Malaise, 1938 - Вид: Tenthredo bifasciata O. F. Muller, 1766 - Вид: Tenthredo bipunctula Klug, 1814 - Вид: Tenthredo bipunctulata Enslin, 1920 - Вид: Tenthredo bizonula (Enslin, 1910) - Вид: Tenthredo borea Enslin, 1919 - Вид: Tenthredo brachycera (Mocsary, 1909) - Вид: Tenthredo brevicornis (Konow, 1886) - Вид: Tenthredo campestris Linnaeus, 1758 - Вид: Tenthredo canariensis (Schedl, 1979) - Вид: Tenthredo caspia (Ed. Andre, 1881) - Вид: Tenthredo caucasica Eversmann, 1847 - Вид: Tenthredo clathrata Enslin, 1912 - Вид: Tenthredo colon KLug, 1814 - Вид: Tenthredo confusa Serville, 1823 - Вид: Tenthredo contigua (Konow, 1894) - Вид: Tenthredo contusa Enslin, 1920 - Вид: Tenthredo convergenata (Takeuchi, 1955) - Вид: Tenthredo costata Klug, 1817 - Вид: Tenthredo crassa Scopoli, 1763 - Вид: Tenthredo cunyi Konow, 1886 - Вид: Tenthredo cylindrica (Rohwer, 1911) - Вид: Tenthredo decens Zhelochovtsev, 1939 - Вид: Tenthredo devia (Konow, 1900) - Вид: Tenthredo diana Benson, 1968 - Вид: Tenthredo distinguenda Stein, 1885 - Вид: Tenthredo eburata Konow, 1900 - Вид: Tenthredo eburneifrons W. F. Kirby, 1882 - Вид: Tenthredo eduardi (Forsius, 1919) - Вид: Tenthredo emphytiformis Malaise, 1931 - Вид: Tenthredo enslini (Schirmer, 1913) - Вид: Tenthredo excellens (Konow, 1886) - Вид: Tenthredo fagi Panzer, 1798 - Вид: Tenthredo ferruginea Schrank, 1776 - Вид: Tenthredo finschi seguro Takeuchi, 1956 - Вид: Tenthredo flaveola Gmelin, 1790 - Вид: Tenthredo flavipectus (Matsumura, 1912) - Вид: Tenthredo flavipennis Brulle, 1832 - Вид: Tenthredo flavomandibulata (Matsumura, 1912) - Вид: Tenthredo frauenfeldii Giraud, 1857 - Вид: Tenthredo fukaii (Rohwer, 1910) - Вид: Tenthredo fuscoterminata Marlatt, 1898 - Вид: Tenthredo gifui Marlatt, 1898 - Вид: Tenthredo giraudi (Taeger, 1991) - Вид: Tenthredo hilaris F. Smith, 1874 - Вид: Tenthredo hokkaidonis (Malaise, 1931) - Вид: Tenthredo ignobilis Klug, 1814 - Вид: Tenthredo jacutensis (Konow, 1897) - Вид: Tenthredo jakutensis (Konow, 1897) - Вид: Tenthredo japonica (Mocsary, 1909) - Вид: Tenthredo jelochovcevi Vassilev, 1971 - Вид: Tenthredo jonoensis Matsumura, 1912 - Вид: Tenthredo jozana (Matsumura, 1912) - Вид: Tenthredo katsumii Togashi, 1974 - Вид: Tenthredo kiobii Togashi, 1973 - Вид: Tenthredo korabica Taeger, 1985 - Вид: Tenthredo kurilensis (Takeuchi, 1931) - Вид: Tenthredo lacourti Taeger, 1991 - Вид: Tenthredo largiflava (Enslin, 1910) - Вид: Tenthredo limbalis Spinola, 1843 - Вид: Tenthredo livida Linnaeus, 1758 - Вид: Tenthredo llorentei (Lacourt, 1995) - Вид: Tenthredo longipennis (Matsumura, 1912) - Вид: Tenthredo luteipennis Eversmann, 1847 - Вид: Tenthredo luteocincta Eversmann, 1847 - Вид: Tenthredo maculata Geoffroy, 1762 - Вид: Tenthredo maculipes Serville, 1823 - Вид: Tenthredo mandibularis Fabricius, 1804 - Вид: Tenthredo marginella Fabricius, 1793 - Вид: Tenthredo matsumurai (Takeuchi, 1933) - Вид: Tenthredo merceti (Konow, 1905) - Вид: Tenthredo meridiana Serville, 1823 - Вид: Tenthredo mesomela Linnaeus, 1758 - Вид: Tenthredo microps Konow, 1903 - Вид: Tenthredo mioceras Enslin, 1912 - Вид: Tenthredo mitsuhashii (Matsumura, 1920) - Вид: Tenthredo moniliata Klug, 1814 | - Вид: Tenthredo monozonus (Kriechbaumer, 1869) - Вид: Tenthredo mortivaga Marlatt, 1898 - Вид: Tenthredo nagaii (Togashi, 1963) - Вид: Tenthredo naraensis Kumamoto, 1987 - Вид: Tenthredo neobesa Zombori, 1980 - Вид: Tenthredo nevadensis Lacourt, 1980 - Вид: Tenthredo nigripleuris (Enslin, 1910) - Вид: Tenthredo nigropicta (F. Smith, 1874) - Вид: Tenthredo nitidiceps (Takeuchi, 1955) - Вид: Tenthredo notha Klug, 1814 - Вид: Tenthredo notomelas Enslin, 1920 - Вид: Tenthredo nympha Pesarini, 1999 - Вид: Tenthredo obsoleta Klug, 1814 - Вид: Tenthredo occupata Kumamoto, 1987 - Вид: Tenthredo okamotoi Inomata, 1967 - Вид: Tenthredo olivacea Klug, 1814 - Вид: Tenthredo omissa Foerster, 1844 - Вид: Tenthredo ornatularia Shinohara, 1994 - Вид: Tenthredo picticornis (Mocsary, 1909) - Вид: Tenthredo platycera (Mocsary, 1909) - Вид: Tenthredo procera Klug, 1814 - Вид: Tenthredo propinqua Klug, 1817 - Вид: Tenthredo providens F. Smith, 1874 - Вид: Tenthredo pyrenaea Taeger & Schmidt, 1992 - Вид: Tenthredo rubricoxis (Enslin, 1912) - Вид: Tenthredo rubrocaudata (Takeuchi, 1936) - Вид: Tenthredo sabariensis (Mocsary, 1880) - Вид: Tenthredo sakaguchii (Takeuchi, 1933) - Вид: Tenthredo sapporensis (Matsumura, 1912) - Вид: Tenthredo schaefferi Klug, 1814 - Вид: Tenthredo scrophulariae Linnaeus, 1758 - Вид: Tenthredo sebastiani (Lacourt, 1988) - Вид: Tenthredo segmentaria Fabricius, 1798 - Вид: Tenthredo sekidoensis Togashi, 1976 - Вид: Tenthredo semirufa (Ed. Andre, 1881) - Вид: Tenthredo shinoharai Togashi, 1974 - Вид: Tenthredo shishikuensis (Togashi, 1963) - Вид: Tenthredo silensis A. Costa, 1859 - Вид: Tenthredo simplex Dalla Torre, 1882 - Вид: Tenthredo smithiana Togashi, 1977 - Вид: Tenthredo smithii Kirby, 1882 - Вид: Tenthredo sobrina Eversmann, 1847 - Вид: Tenthredo solitaria Scopoli, 1763 - Вид: Tenthredo subolivacea (Takeuchi, 1955) - Вид: Tenthredo sulphuripes (Kriechbaumer, 1869) - Вид: Tenthredo takeuchii (Togashi, 1963) - Вид: Tenthredo tamanukii (Takeuchi, 1936) - Вид: Tenthredo tanakai Togashi, 1973 - Вид: Tenthredo temula Scopoli, 1763 - Вид: Tenthredo tenuivaginata (Takeuchi, 1955) - Вид: Tenthredo thompsoni (Curtis, 1839) - Вид: Tenthredo togashii Kumamoto et Shinohara, 1997 - Вид: Tenthredo trabeata Klug, 1814 - Вид: Tenthredo tsunekii Togashi, 1966 - Вид: Tenthredo umbrica Benson, 1959 - Вид: Tenthredo ussuriensis (Mocsary, 1909) - Вид: Tenthredo velox Fabricius, 1798 - Вид: Tenthredo versuta Mocsary, 1909 - Вид: Tenthredo vespa Retzius, 1783 - Вид: Tenthredo vespiformis Schrank, 1781 - Вид: Tenthredo vespula Kumamoto et Shinohara, 1997 - Вид: Tenthredo vilarrubiai (Conde, 1935) - Вид: Tenthredo violettae Lacourt, 1973 - Вид: Tenthredo viridatrix Malaise, 1931 - Вид: Tenthredo xanthopus Spinola, 1843 - Вид: Tenthredo xanthotarsis Cameron, 1876 - Вид: Tenthredo yezoensis Kumamoto, 1987 - Вид: Tenthredo zomborii Togashi, 1977 - Вид: Tenthredo zona Klug, 1814 - Вид: Tenthredo zonula Klug, 1814 - Подрод: Cuneala Zirngiebl, 1956 - Вид: Tenthredo amasiensis (Kriechbaumer, 1869) - Вид: Tenthredo confinis (Konow, 1886) - Подрод: Elinora Benson, 1946 - Вид: Tenthredo asiatica Enslin, 1910 - Вид: Tenthredo baetica Spinola, 1843 - Вид: Tenthredo dahlii Klug, 1817 - Вид: Tenthredo dominiquei Klug, 1817 - Вид: Tenthredo ornata André, 1881 - Подрод: Tenthredo Linnaeus 1758 - Вид: Tenthredo arcuata Forster, 1771 - Подрод: Tenthredella Rohwer, 1910 - Вид: Tenthredo atra Linnaeus, 1758 - Вид: Tenthredo balteata Klug, 1814 - Вид: Tenthredo livida Linnaeus, 1758 - Подрод: Cephaledo Zhelochovtsev, 1988 - Вид: Tenthredo bifasciata O. F. Müller, 1766 |